# Willem Wauters
Willem Wauters (Gent, 10 de noviembre de 1989) es un ciclista belga que fue profesional en 2013 y 2014.

## Palmarés
2010
- 1 etapa del Tríptico de las Ardenas

2011
- 1 etapa de la Vuelta a la Comunidad de Madrid sub-23[1]

## Resultados en Grandes Vueltas
| Carrera | Carrera         | 2013  | 2014 |
| ------- | --------------- | ----- | ---- |
|         | Giro de Italia  | 158.º | —    |
|         | Tour de Francia | —     | —    |
|         | Vuelta a España | —     | —    |

—: no participa
Ab.: abandono

## Equipos
- Vacansoleil-DCM Pro Cycling Team (2011)[2]
- Vacansoleil-DCM Pro Cycling Team (2012[2]-2013)
- Verandas Willems (2014)